# Phiomorpha
A Phiomorpha az emlősök (Mammalia) osztályába és a rágcsálók (Rodentia) rendjébe tartozó részalrend.

## Rendszerezés
A részalrendbe az alábbi 3 élő és 6 fosszílis család tartozik:
- turkálófélék (Bathyergidae) Waterhouse, 1841
- †Bathyergoididae
- †Diamantomyidae
- †Kenyamyidae
- †Myophiomyidae
- †Paracryptomys - incertae sedis
- sziklapatkányfélék (Petromuridae) Wood, 1955
- †Phiomyidae
- nádipatkányfélék (Thryonomyidae) Pocock, 1922

Néha a gyalogsülfélékket (Hystricidae) is ide helyezik.